# Thamnea gracilis
Thamnea gracilis är en tvåhjärtbladig växtart som beskrevs av Daniel Oliver. Thamnea gracilis ingår i släktet Thamnea och familjen Bruniaceae. Inga underarter finns listade.